# Benthenchelys pacificus
Benthenchelys pacificus är en fiskart som beskrevs av Castle 1972. Benthenchelys pacificus ingår i släktet Benthenchelys och familjen Ophichthidae. Inga underarter finns listade.